# Monnechroma tibialis
Monnechroma tibialis är en skalbaggsart som först beskrevs av Giesbert 1987.  Monnechroma tibialis ingår i släktet Monnechroma och familjen långhorningar.
Artens utbredningsområde är Costa Rica. Inga underarter finns listade i Catalogue of Life.